# Martine Dugrenier
Martine Dugrenier (Montreal, 12 de junio de 1979) es una deportista canadiense que compitió en lucha libre. Ganó seis medallas en el Campeonato Mundial de Lucha entre los años 2005 y 2010.
Participó en dos Juegos Olímpicos de Verano, ocupando el quinto lugar en Pekín 2008 y el quinto lugar en Londres 2012.

## Palmarés internacional
| Campeonato Mundial | Campeonato Mundial  | Campeonato Mundial | Campeonato Mundial |
| Año                | Lugar               | Medalla            | Categoría          |
| ------------------ | ------------------- | ------------------ | ------------------ |
| 2005               | Budapest (Hungría)  | Medalla de plata   | 67 kg              |
| 2006               | Cantón (China)      | Medalla de plata   | 67 kg              |
| 2007               | Bakú (Azerbaiyán)   | Medalla de plata   | 67 kg              |
| 2008               | Tokio (Japón)       | Medalla de oro     | 67 kg              |
| 2009               | Herning (Dinamarca) | Medalla de oro     | 67 kg              |
| 2010               | Moscú (Rusia)       | Medalla de oro     | 67 kg              |